# Paulo Jorge (tir sportif)
Paulo Jorge est un tireur sportif portugais.

## Palmarès
Paulo Jorge a remporté l'épreuve Mariette aux championnats du monde MLAIC organisés en 2006 à Pforzheim  en Allemagne. 